# Катерина Бондаренко
Катерина Володимиривна Бондаренко (укр. Катерина Володимирівна Бондаренко) украјинска је професионална тенисерка рођена 8. августа 1986. у Кривом Рогу у Украјини.
Рођена је у тениској породици. Отац Владимир и мајка Наталија су активно играли тенис и били су први тренери. Катарина је почела играти у четвртој години. Има две старије сестре, Валерију и Аљону које такође професионално играју тенис.
Свој први професионални сусрет одиграла је 2000. године у украјинском граду Одеса. До сада има два освојена ИТФ турнира у појединачној и 2 у игри парова, а у ВТА категодији један појединачно и два у игри парова.
Најбољи WTA ретинг каријере јој је 37. место из фебруара 2008. године. Иако нема запаженијих резултата, може се похвалити победама над много квалитетнијим играчицама: Аном Ивановић (5) из Штутгарта 2007. и Динаром Сафуном (15) из Лос Анђелеса 2007.
У пару са својом сестром Аљоном, Катерина је освојила Аустралијен опен у дублу 2008. године. У финалу су биле боље од белоруско-израелске комбинације Азаренка/Пер са 2:1. То им је био први освојени турнир након 39 које су одиграле заједно.

### Пласман на ВТА листи на крају сезоне
| Година  | 2001 | 2002 | 2003 | 2004 | 2005 | 2006 | 2007 |
| Пласман | 827  | 813  | 354  | 333  | 125  | 118  | 44   |

## Резултати Катерине Бондаренко

### Победе појединачно (1)
|   | Датум    | име и место турнира            | Кат. | ($)    | Терен        | Противница      | Резултат            |
| - | -------- | ------------------------------ | ---- | ------ | ------------ | --------------- | ------------------- |
| 1 | 09/06/08 | Турнир у Бирмингему, Бирмингем | III  | 200000 | Трава (отв.) | Јанина Викмајер | 7-6(7), 3-6, 7-6(4) |

### Порази у финалу појединачно
Ниједан турнир

### Победе у игри парова (2)
|   | Датум    | име и место турнира              | Кат.   | ($)    | Терен        | Партнерка        | Противници                       | Резултат      |
| - | -------- | -------------------------------- | ------ | ------ | ------------ | ---------------- | -------------------------------- | ------------- |
| 1 | 14/01/08 | Аустралијан опен, Мелбурн        | г слем |        | Тврда (отв.) | Аљона Бондаренко | Викторија Азаренка Шахар Пер     | 2-6, 6-1, 6-4 |
| 2 | 04/02/08 | Отворено првенство Париза, Париз | II     | 600000 | Тепих (зат.) | Аљона Бондаренко | Ева Хрдинова Владимира Ухлиржова | 6-1, 6-4      |

### Порази у финалу у игри парова
Ниједан турнир

### Учешће наГренд слемтурнирима

#### Појединачно
| Година | Аустралијан Опен | Аустралијан Опен | Ролан Гарос | Ролан Гарос   | Вимблдон | Вимблдон      | Ју-Ес Опен | Ју-Ес Опен    |
| ------ | ---------------- | ---------------- | ----------- | ------------- | -------- | ------------- | ---------- | ------------- |
| 2005   | -                | -                | -           | -             | 1 коло   | К. Мартинез   | -          | -             |
| 2006   | -                | -                | -           | -             | 2 коло   | Н. Вајдишова  | -          | -             |
| 2007   | -                | -                | 2 коло      | Пати Шнидер   | 1 коло   | Динара Сафина | 2 коло     | Динара Сафина |
| 2008   | 1 коло           | Араван Резај     | 1 коло      | Динара Сафина | -        | -             | -          | -             |

#### У игри парова
| Година | Аустралија Опен            | Аустралија Опен              | Роланд Гарос                | Роланд Гарос           | Вимблдон                | Вимблдон               | УС Опен                 | УС Опен                     |
| 2006   | -                          | -                            | -                           | -                      | 1 коло Аљона Бондаренко | Лизел Хубер Навратилов | 2 коло Аљона Бондаренко | К. Пешке Ф. Скјавоне        |
| 2007   | 2 коло Аљона Бондаренко    | Гренефелд Шонеси             | 2 коло Аљона Бондаренко     | Ј. Хусарова Шонеси     | 2 коло Аљона Бондаренко | Алиша Молик Сантанђело | 2 коло Аљона Бондаренко | Јунг Џан Чан Чуанг Чиа Јунг |
| 2008   | Победнице Аљона Бондаренко | Викторија Азаренка Шахар Пер | полуфинале Аљона Бондаренко | К. Делаква Ф. Скјавоне | -                       | -                      | -                       | -                           |

### Учешће уФед купу
Детаљи fedcup.com (језик: енглески)